# Regione delle Lagune
La regione delle Lagune (in francese: Lagunes) era una delle 19 regioni della Costa d'Avorio. Comprendeva sei dipartimenti: Abidjan, Alépé, Dabou, Grand-Lahou, Jacqueville e Tiassalé.
È stata soppressa nel 2011, quando è stato istituito il distretto delle Lagune.